# Nikolaj Sklifosovskij
Nikolaj Vasil'evič Sklifosovskij (in russo Николай Васильевич Склифосовский?; Dubăsari, 6 aprile 1836 – Poltava, 13 dicembre 1904) è stato un chirurgo e fisiologo russo  di origine moldave.
Sklifosovskij fu docente di medicina a San Pietroburgo, Kiev e Mosca. È ricordato come uno dei fondatori della «Città Clinica» a Devič'e Pole, oltre che per il primo utilizzo del metodo asettico e dell'anestesia locale in chirurgia.

## Biografia
Sklifosovskij nacque in una fattoria vicino Dubăsari, nel Governatorato di Cherson, all'epoca parte dell'Impero russo. Fu il nono figlio di un nobile di minore lignaggio; nonostante rimase orfano in adolescenza riuscì a completare gli studi con onori. Studiò medicina presso l'Università imperiale di Mosca, specializzandosi in chirurgia, e nel 1857 conseguì un dottorato all'Università di Charkiv con una tesi sul tumore del sangue. Nel 1866 si recò all'estero per migliorare le proprie competenze: lavorò in Germania con Rudolf Virchow e Bernhard von Langenbeck e si arruolò come ufficiale medico nell'esercito prussiano.
Nel 1870, su raccomandazione di Nikolaj Pirogov, un altro eminente chirurgo russo, Sklifosovsky fu invitato a dirigere il dipartimento di chirurgia dell'Università di Kiev  Tuttavia, non vi rimase a lungo in quanto prese parte ala guerra franco-prussiana.
Sklifosovskyi operò circa 10 000 feriti. I medici e le infermiere, tra cui la moglie Sofya Oleksandrivna, lo assistevano versandogli in bocca qualche sorso di vino tra le singole operazioni.

## Influenza sulla società

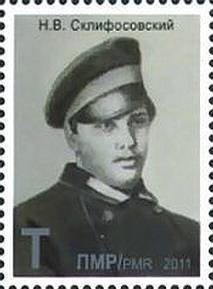
Il giovane Sklifosovsky su un francobollo della Transnistria del 2012

L'Istituto di ricerca per la medicina d'urgenza NV Sklifosovsky di Mosca, spesso abbreviato in Sklif, porta il suo nome dal 1923.
Nel 2001 la Banca Centrale della Transnistria ha coniato una moneta d'argento raffigurante Sklifosovsky, nativo dell'odierna Transnistria, come parte di una serie di monete commemorative in onore delle persone eminenti della Pridnestrovie.